# Sånger under eken
Sånger under eken, musikalbum från 2009 av Sanna Carlstedt. Skivan är utgiven av Satellite Records.

## Låtlista
1. Till Stockholm
2. Insikten
3. Skål för dig
4. Välkommen hem
5. Vandingsvisa
6. Slit å släng
7. Bön
8. Valdemar
9. Försommarvaka
10. Svarta tulpaner
11. Kamrat
12. Vackra människor